# Ernest Sowah
Pour les articles homonymes, voir Sowah.
Ernest Sowah (né le 31 mars 1988 à Accra au Ghana) est un joueur de football international ghanéen, qui évolue au poste de gardien de but.

## Biographie

### Carrière en sélection
Avec l'équipe du Ghana, il possède une sélection, obtenue en 2012. 
Il figure dans le groupe des sélectionnés lors des Coupes d'Afrique des nations de 2012 et de 2015. La sélection ghanéenne atteint la finale de la compétition en 2015, en étant battue par la Côte d'Ivoire.

## Palmarès
| Berekum Chelsea - Championnat du Ghana (1) : - Champion : 2010-11. |  | Ghana - Coupe d'Afrique des nations : - Finaliste : 2015. |